# Willow (film)
Willow is een Amerikaanse fantasyfilm uit 1988, geregisseerd door Ron Howard, gebaseerd op een verhaal van George Lucas. Hoofdrollen worden vertolkt door Val Kilmer, Joanne Whalley en Warwick Davis.
Het verhaal staat bekend als de poging van Lucas om Tolkien te imiteren. Hoewel er sinds de lancering van de The Lord of the Rings-trilogie wel meer geluiden klinken dat de film eigenlijk best goed was, was de film ten tijde van zijn uitbrengen geen kassucces. De film heeft tegenwoordig een cultstatus.

## Verhaal
De boze koningin-tovenares Bavmorda is vastbesloten om de hele wereld in haar macht te krijgen. Er is echter voorspeld dat een meisje geboren zal worden dat de ondergang van Bavmorda zal bewerkstelligen. Het meisje zal te herkennen zijn aan een speciaal teken op haar arm. Bavmorda is hiervan op de hoogte en aangezien ze niet van plan is om haar macht af te staan, laat ze ieder pasgeboren meisje op dit teken controleren. Wanneer het kind eenmaal gevonden is, zal het geofferd worden. Hierdoor wordt de kracht van het kind gebroken.
Dan wordt op een dag het meisje geboren met het teken op haar arm. Nog voordat het meisje door de volgelingen van de koningin kan worden gecontroleerd, gaat de vroedvrouw er met het meisje vandoor om zich in het uitgestrekte woud te verstoppen. Het leger komt haar echter al snel op het spoor. De vroedvrouw maakt in alle haast een mandje van wat riet, legt het kind erin en laat het, op goed geluk, via een stroompje wegdrijven. Dit blijkt net op tijd te zijn, want ettelijke minuten later wordt ze gevonden en omgebracht. Bavmorda stuurt er vervolgens haar beste generaal Kael samen met haar dochter Sorsha met een leger op uit om het kind te vinden.
Het kind drijft veilig stroomafwaarts en spoelt op een gegeven moment aan. Daar wordt ze gevonden door de beide kinderen van Willow Ufgood. Willow is een eenvoudige boer van het Nelwynvolk (een volk van dwergen) en vindt de baby eigenlijk maar niets. Dit komt doordat zij geen Nelwynkind is, maar een Daikinikind (een mensenkind). De Nelwyns hebben slechte ervaringen met de oorlogszuchtige Daikini's uit de buitenwereld. Willow gaat met de baby naar de dorpsraad, die besluit dat Willow het kind terug naar de Daikini's moet brengen, want het brengt alleen maar ongeluk. Willow gaat op pad, met als opdracht de baby aan de eerste Daikini te geven die hij tegenkomt. Dit blijkt Madmartigan te zijn, een woeste huurling die midden op een verlaten vlakte in een hangende kooi is opgesloten. Madmartigan belooft voor het kind te zullen zorgen, als Willow hem maar uit die verwenste kooi laat. Na veel getwijfel besluit Willow om aan Madmartigans wens te voldoen.
Wanneer Willow terugkeert naar zijn dorp, krijgt hij onderweg steeds meer spijt dat hij de baby heeft weggegeven, en niet geprobeerd heeft om een geschikter iemand te vinden om het kind bij achter te laten, maar halverwege de terugreis komt Willow in aanraking met de Elfenkoningin Cherlindrea. Haar elfen hebben de baby van Madmartigan gestolen, omdat ze vinden dat Willow de geschiktste persoon is om de baby te brengen waar ze hoort. Willow krijgt te horen dat het de missie van het meisje is om de koningin van haar troon te stoten en dat ze op zoek moeten gaan naar de toverfee Raziel die hen bij de missie zal helpen. Cherlindrea geeft Willow een toverstaf.
Opnieuw gaat Willow op pad en twee onhandige, ietwat onnozele elfen (Franjean en Rool) gaan met hem mee om hem bij te staan. In de eerste de beste Daikiniherberg lopen ze Madmartigan tegen het lijf, die zich er in de problemen heeft gewerkt door met een getrouwde vrouw te slapen. Haar woedende man en diens vrienden ontdekken hem en een gevecht breekt uit, waarop Willow en de elfen hem helpen. Na de nodige verwijten over zich heen te hebben gekregen omdat hij het kind had laten stelen, besluit Madmartigan om zich bij de groep van Willow aan te sluiten. Tijdens de zoektocht naar Raziel, die de groep zal helpen om in opstand te komen tegen de boze koningin, wordt de groep achterna gezeten door het leger, dat aangevoerd wordt door Sorsha, de dochter van de koningin. Aanvankelijk is die enkel slechts van plan met de leden van de groep. Op een gegeven moment neemt ze hen zelfs gevangen. Wanneer de groep een ontsnappingspoging onderneemt, bestrooit een van de elfen Madmartigan na een woordenwisseling met liefdespoeder. Dit heeft vergaande gevolgen, want door het poeder wordt Madmartigan hopeloos verliefd op Sorsha. Hij gaat zelfs haar tent binnen en verklaart haar de liefde. Willow, Madmartigan, de twee elfen en de baby weten na deze stommiteit slechts ternauwernood aan Bavmorda’s leger te ontsnappen.
Terwijl het vijftal verder op zoek gaat naar Raziel, komen ze steeds meer bondgenoten tegen die de overheersing van de koningin óók een halt willen toeroepen. De groep vindt uiteindelijk Raziel, maar die blijkt te zijn veranderd in een wezel waardoor ze niet meer kan toveren. Willow probeert een paar maal de betovering te verbreken, maar verandert haar hierbij in achtereenvolgens een roek en een geit.
De groep begeeft zich naar Tir Asleen, waar het kind veilig zou moeten zijn. In Tir Asleen blijken alle inwoners echter bevroren door een toverspreuk van Bavmorda en trollen hebben het slot ingenomen. Een toverspreuk van Willow gaat bovendien gigantisch mis en een van de trollen verandert in een tweekoppige draak. Tot overmaat van ramp arriveren bovendien Kael en Sorsha met hun leger. Wanneer Sorsha ziet hoe Madmartigan de draak verslaat, blijkt ze toch niet geheel ongevoelig te zijn voor zijn eerdere liefdesverklaringen. Dit leidt ertoe dat ze de slechtheid van haar moeder in gaat zien en voor de kant van Willow en Madmartigan kiest. Kael weet echter het kind te roven en vertrekt in galop naar Nockmaar, het slot van Bavmorda.
De verzetsgroep vertrekt naar Nockmaar en belegert de vesting. Bavmorda verandert vrijwel alle opstandelingen in varkens, maar Willow slaagt er eindelijk in Raziel weer normaal te maken, waarna ze de betovering verbreekt. De volgende dag vindt er een grote veldslag plaats tussen Bavmorda’s leger en de opstandelingen. De opstandelingen dringen Nockmaar binnen waar Madmartigan het met Kael uitvecht en hem verslaat. Raziel vecht het uit met Bavmorda, die zich met haar priesters in de citadel heeft teruggetrokken en op het punt staat het kind via een ritueel naar een andere wereld te verbannen. Bavmorda verslaat Raziel, maar door tussenkomst van Willow wordt ze door haar eigen voor het kind bedoelde spreuk getroffen en naar een andere wereld gezonden.
Nu Bavmorda weg is, heerst er vrede in het land. Willow keert huiswaarts, alwaar hij als een held wordt onthaald.

## Rolverdeling
| Acteur                          | Personage         |
| ------------------------------- | ----------------- |
| Val Kilmer                      | Madmartigan       |
| Joanne Whalley                  | Sorsha            |
| Warwick Davis                   | Willow Ufgood     |
| Jean Marsh                      | Koningin Bavmorda |
| Patricia Hayes                  | Fin Raziel        |
| Billy Barty                     | High Aldwin       |
| Pat Roach                       | Generaal Kael     |
| Maria Holvöe                    | Cherlindrea       |
| Kevin Pollak                    | Rool              |
| Rick Overton                    | Franjean          |
| David Steinberg                 | Meegosh           |
| Mark Northover                  | Burglekutt        |
| Phil Fondacaro                  | Vohnkar           |
| Julie Peters                    | Kaiya Ufgood      |
| Malcolm Dixon                   | Nelwyn-ridder     |
| Tony Cox                        | Nelwyn-ridder     |
| Kenny Baker                     | Nelwyn-bandlid    |
| Gavan O'Herlihy                 | Airk Thaughbaer   |
| Robert Gillibrand               | Vohnkar-ridder    |
| Kate Greenfield Ruth Greenfield | Rebecca Bearman   |

## Achtergrond

### Ontwikkeling
George Lucas kwam in 1972 met het idee voor Willow. Zijn drang om de film te maken was gelijk aan die van Star Wars. Volgens eigen zeggen moest Lucas echter tot de jaren 80 wachten met het maken van Willow omdat in zijn ogen de technologie voor de visuele effecten toen pas toereikend genoeg was.
Tijdens de productie van Return of the Jedi in 1982, benaderde Lucas Warwick Davis (die een kleine rol in de film had als een Ewok) voor de rol van Willow. Het duurde echter nog vijf jaar voor hij officieel voor de rol werd gekozen. Ondertussen was Ron Howard op zoek naar een scenario voor een fantasyfilm. Mede om deze reden benaderde Lucas hem voor de regie van Willow tijdens een ontmoeting bij Industrial Light & Magic. Howard haalde zelf Bob Dolman erbij om een scenario te schrijven gebaseerd op Lucas’verhaal. De drie kwamen bij elkaar op de Skywalker Ranch voor de afwerkingen van het scenario.
De voorproductie van Willow begon eind 1986. Verschillende grote filmstudio's sloegen het aanbod om de film uit te brengen af omdat ze geen vertrouwen hadden in het fantasygenre. Dit kwam mede door de mislukkingen van films als Krull, Legend, Dragonslayer en Labyrinth. Lucas kreeg uiteindelijk Metro-Goldwyn-Mayer (MGM) zo ver de film te willen distribueren.

### Opnames
De opnames begonnen op 27 april 1987, en duurden tot oktober dat jaar. De binnenscènes werden vooral opgenomen in de Elstree Studios in Hertfordshire, Engeland, terwijl de opnames op locatie plaatsvonden in Wales en Nieuw-Zeeland. Er werden ook een paar scènes opgenomen rond de Skywalker Ranch.
Lucas had plannen voor opnames in China, maar kreeg geen toestemming. Daarom stuurde hij enkele fotografen naar de gewenste locatie, en liet ze foto’s maken om die later via chromakey als achtergrond in te voeren.

### Visuele effecten
Lucas' Industrial Light & Magic (ILM) was verantwoordelijk voor de visuele effecten in de film. Vooral noemenswaardig is de scène waarin Willow probeert om Raziel weer normaal te maken. Hierin wordt gebruikgemaakt van morphing. Tijdens de scène verandert Raziel van een geit in achtereenvolgens een struisvogel, schildpad en tijger alvorens eindelijk haar menselijke vorm terug te krijgen. Dennis Muren wilde aanvankelijk stop-motion animatie voor de scène gebruiken, maar besloot later dat dit technisch gezien een te grote uitdaging was. Bovendien gaf de scène ILM de kans om te experimenteren met digitale morphing-effecten. De scène betekende een grote doorbraak op het gebied van computer-effecten.
Er is geen gebruik gemaakt van trucages of speciale effecten voor het filmen van de nelwyns. Deze werden allemaal gespeeld door personen met dwerggroei. Geen enkele film maakte gebruik van zoveel dwergen.

### Muziek
De muziek in de film is gecomponeerd door James Horner en wordt gezien als erg sterke muzikale ondersteuning. De muziek is gespeeld door het London Symphony Orchestra. De nummers zijn:
1. "Elora Danan" – 9:45
2. "Escape from the Tavern" – 5:04
3. "Willow's Journey Begins" – 5:26
4. "Canyon of Mazes" – 7:52
5. "Tir Asleen" – 10:47
6. "Willow's Theme" – 3:54
7. "Bavmorda's Spell is Cast" – 18:11
8. "Willow the Sorcerer" – 11:55

### Ontvangst
Willow werd getoond op het Filmfestival van Cannes in 1988. De film bracht in de Verenigde Staten $57.2 miljoen op, wat Lucas zelf zag als een teleurstelling. Hij hoopte eerder dat de film net zo’n succes zou worden als E.T. the Extra-Terrestrial De film moest echter concurreren met Crocodile Dundee II, Big en Rambo III. Buiten de Verenigde Staten deed Willow het financieel beter.
De film werd door critici met gemengde reacties ontvangen. Op Rotten Tomatoes scoort de film 45% aan goede beoordelingen. Critici vonden de film te duister voor jonge kijkers; een doelgroep waar Lucas zich onder andere op richtte met de film.

### Bijproducten
ComputerspelDe film was de basis voor het computerspel Willow, dat is uitgebracht in 1989 voor het Nintendo Entertainment System door Capcom. Capcom heeft ook een arcadespel met de naam Willow uitgebracht dat volledig anders speelde.
BoekenOp de film volgde een trilogie fantasyboeken geschreven door Chris Claremont. Het oorspronkelijke plan was ook van deze verhalen films te maken, maar omdat de kaartverkopen tegenvielen zijn ze tot boeken omgevormd. Alle boeken spelen 15 jaar na de film en bevatten Elora Danan. De titels van de boeken zijn:
- Shadow Moon (1995)
- Shadow Dawn
- Shadow Star

Tv-serieIn april 2005, tijdens de Star Wars Celebration III, hintte George Lucas op het mogelijk maken van een Willow-televisieserie. Uiteindelijk bleek hier heel lang niet van waar. Echter werd op 10 december 2020 op de Disney Investor Day bekendgemaakt dat er een Willow-televisieserie in de maak is met Warwick Davis in de hoofdrol voor de streamingdienst Disney+.

## Prijzen en nominaties
In 1990 won Willow een Saturn Award voor beste kostuums.
De film werd verder voor 11 andere prijzen genomineerd:
- Twee Academy Awards: beste geluidseffecten en beste visuele effecten.
- Vier Saturn Awards.
- De Hugo Award voor Best Dramatic Presentation
- Twee Golden Raspberry Awards: slechtste scenario en slechtste mannelijke bijrol (Billy Barty)
- Twee Young Artist Awards: Best Family Motion Picture – Drama en Best Young Actor in a Motion Picture – Drama (David Warwick)

## Vervolg
Op 30 november 2022 verscheen op de streamingdienst Disney+ de televisieserie Willow. De afleveringen zijn geregisseerd door Stephen Woolfrenden, Philippa Lowthrope, Debs Paterson en Jamie Childs, en onder andere geschreven door Jonathan Kasdan, John Bickerstaff en Bob Dolman. De televisieserie geproduceerd door Julia Cooperman, Hmaeed Shaukat, Max Taylor en onder andere gecoproduceerd door Tommy Harper, Bob Dolman, Hannah Friedman, Ron Howard, Kathleen Kennedy. 
Voor de televisieserie keerde Warwick Davis, Joanne Whalley, Jean Marsh en Kevin Pollak terug in hun rollen als Willow Ufgood, koningin Sorsha, koningin Bavmorda en Rool. Ellie Bamber speelt een oudere Elora Danan in de serie. Andere rollen werden gespeeld door Ruby Cruz, Erin Kellyman, Tony Revolori, Amar Chadha-Patel, Dempsey Bryk, Ralph Ineson, Simon Armstrong, Joonas Suotamo, Annabelle Davis, Hannah Waddingham, Jane Carr, Sam Witwer, Adwoa Aboah, Christian Slater, Dee Tails, Danny Woodburn, Julian Glover en Jack Kilmer (zoon Madmartigan acteur Val Kilmer).